# Metapone madagascarica
Metapone madagascarica är en myrart som beskrevs av Robert E. Gregg 1958. Metapone madagascarica ingår i släktet Metapone och familjen myror. Inga underarter finns listade i Catalogue of Life.

## Bildgalleri

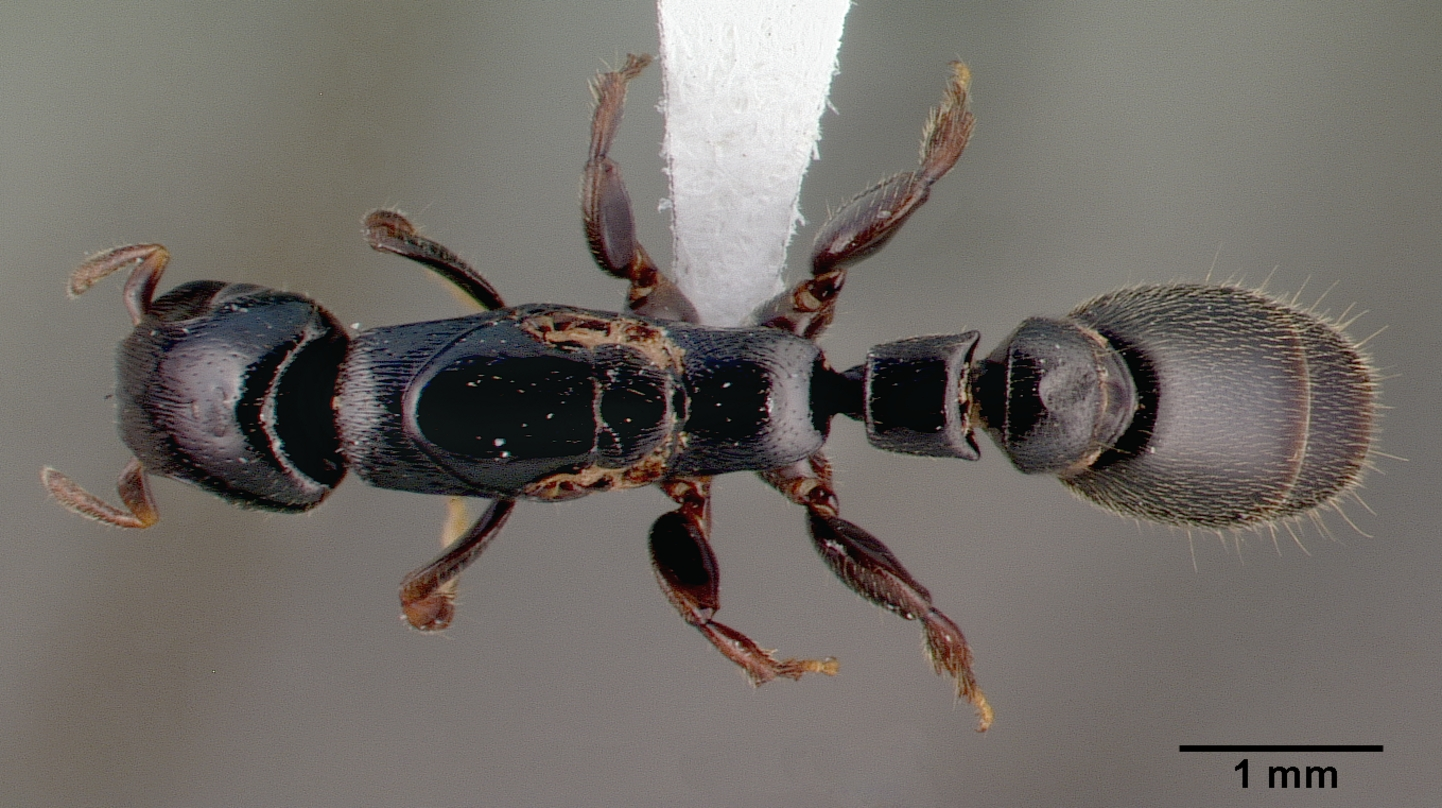
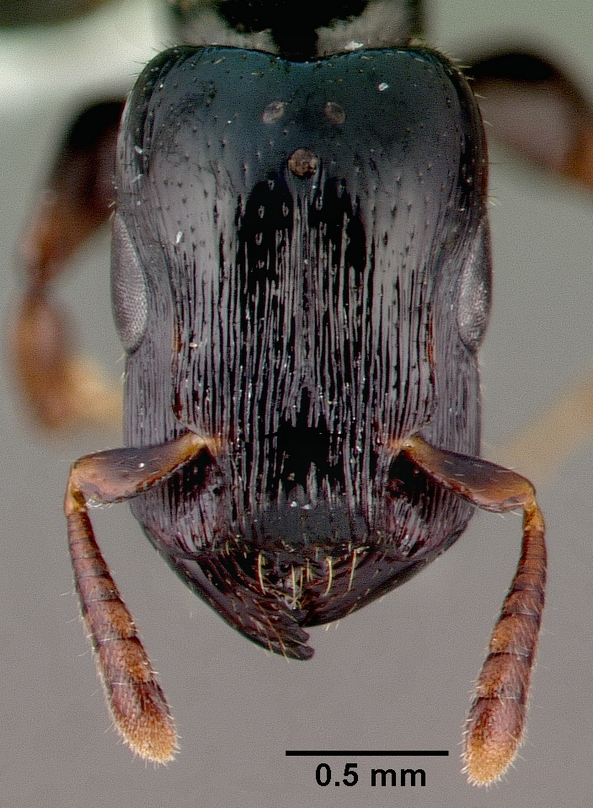
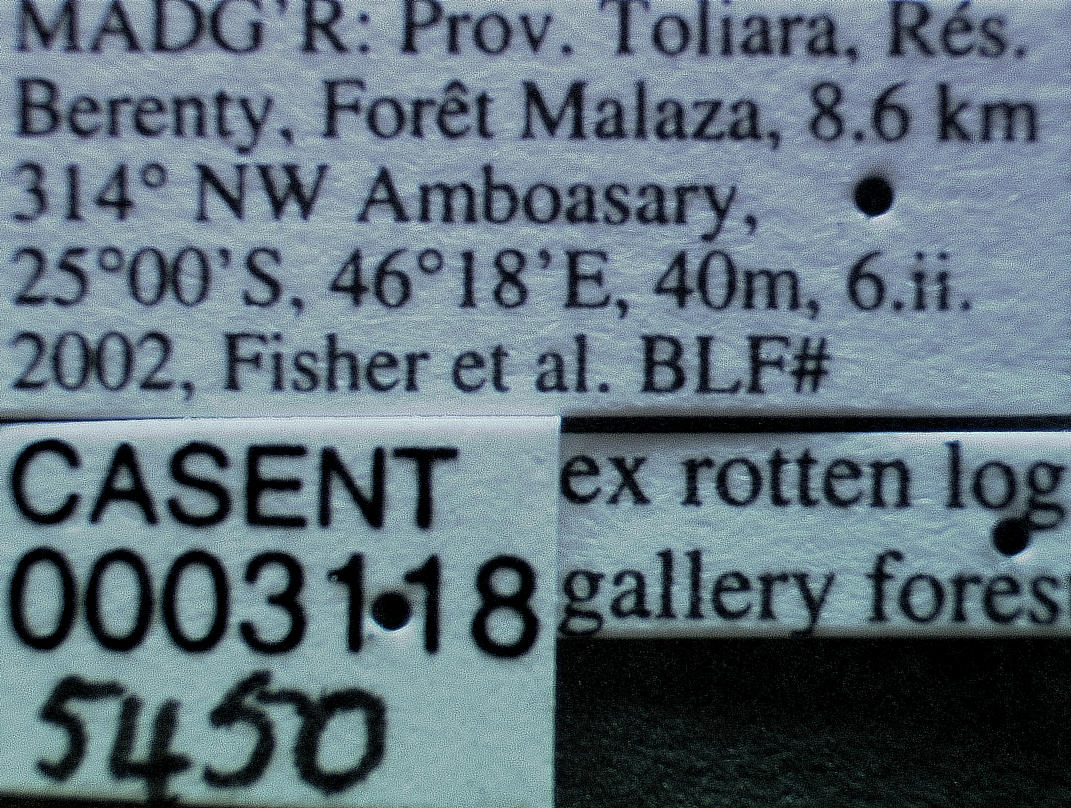
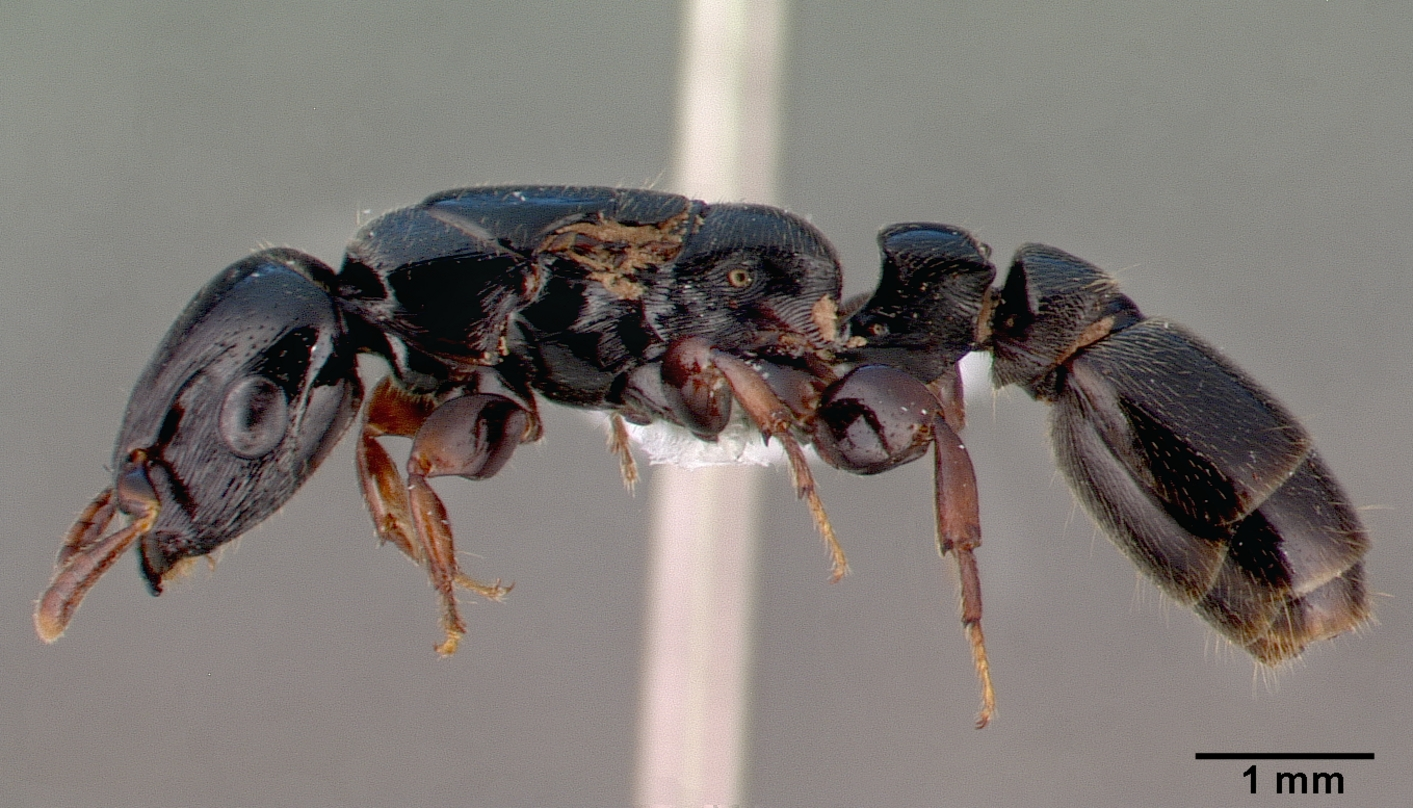
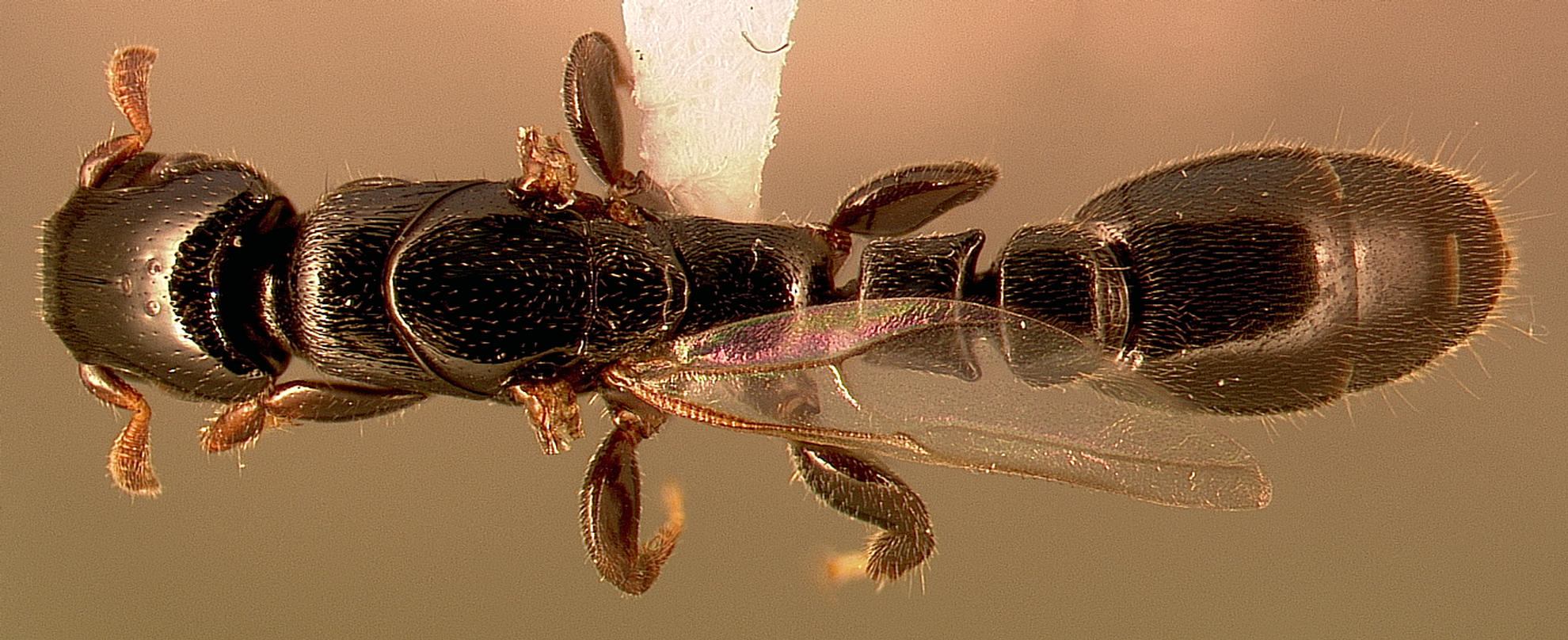
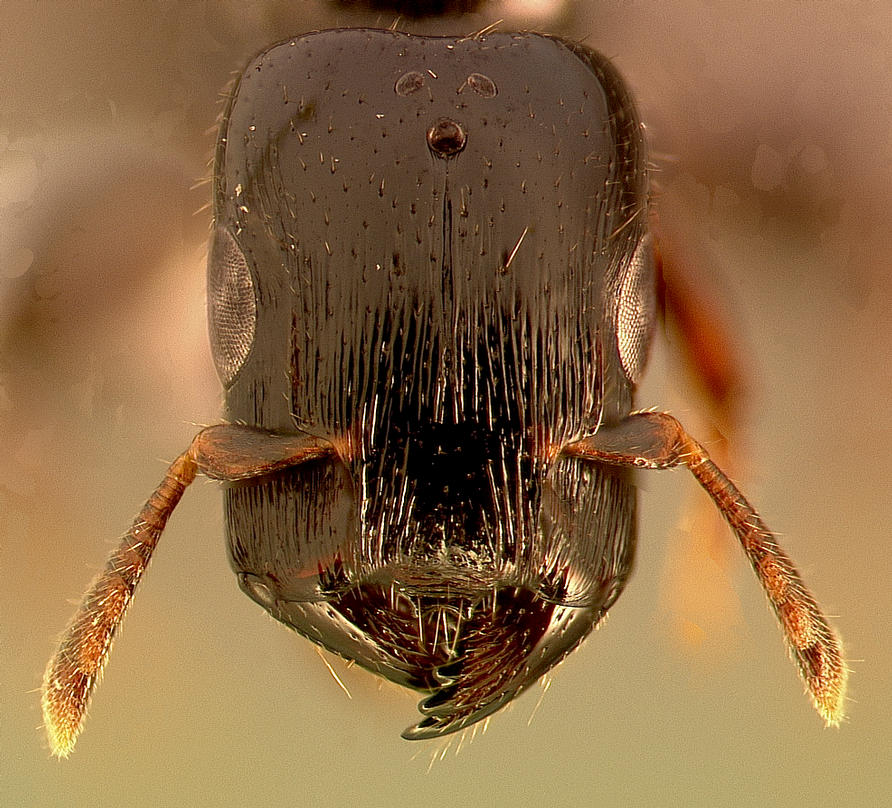